# Vincent Coll
Vincent Coll lub Vince McColl (ur. 20 lipca 1908, zm. 8 lutego 1932) – irlandzki gangster, płatny zabójca. Początkowo znany był pod pseudonimem „Mad Mick”, a później jako „Mad Dog” (Szalony pies, okrzyknięty przez nowojorską prasę ze względu na pogardę dla ludzkiego życia).
Wywodził się z nowojorskiej Hell’s Kitchen. Razem ze swoim bratem Peterem organizował przemyt alkoholu dla swego bossa Dutcha Schultza, u którego stawiał pierwsze kroki w przestępczym półświatku. Z biegiem czasu planował założenie własnego gangu, a nawet przejęcie organizacji Schultza. W tym celu potajemnie zaczął pertraktować z innymi gangsterami (przemytnikami), którym zapewniał większy udział w zyskach niż ten, który mogliby uzyskać od Schultza. Coll nie zawahał się zabić Vincenta Barelli, gdy ten odmówił przyłączenia do jego nowo tworzonego gangu (śmierć poniosła dziewczyna Vincenta, Mary Smith, która była świadkiem tego zabójstwa).
Do otwartego konfliktu Coll–Schultz doszło wiosną 1931 r. Coll poinformował Schultza, że zamierza przejąć większą część wpływów z przemytu alkoholu. Dutch odmówił, w rewanżu Vincent i Peter zaczęli porywać należące do niego transporty alkoholu. 30 maja 1931 r. w strzelaninie w Harlemie ginie 24-letni Peter. Vincent przez następne tygodnie ukrywał się na tyle skutecznie, że zamachowcy wynajęci przez Schultza nie mogli go odnaleźć. W międzyczasie Vincent zabił kilku ludzi Dutcha. Ich konflikt – pochłonął przynajmniej dwadzieścia ofiar po obu stronach – pokrył się w czasie z trwającą wojną Castellammerse. Coll dysponował mniejszą liczbą podwładnych niż Schultz i był – co przeważyło o jego upadku – niechcianym gangsterem, którego brutalne metody działania zwracały uwagę organów ścigania i prasy. W owym czasie kształtował się Narodowy Syndykat, do którego Coll kompletnie – według Lucky Luciano i Meyera Lansky’ego – nie pasował.
18 lipca 1931 r. Mad Dog przeprowadził nieudany zamach na życie Joeya Rao, doradcy Schultza. Poszkodowanymi byli przypadkowi ludzie, w tym pięcioro dzieci, z których jedno zmarło na skutek ran brzucha (5-letni Michael Vengalli). Świadkowie zamachu rozpoznali Colla jako głównego sprawcę strzelaniny. Opinia publiczna domagała się jego głowy. Dobrowolnie oddał się w ręce policji. Jego obrońcą został znany adwokat Sam Leibowitz, który wykazał się znaną mu błyskotliwością na sali rozpraw. Coll został uniewinniony. Bossowie mafijni, Luciano, Lansky, a także Schultz, Owney Madden i nawet Jack Diamond domagali się śmierci Mad Doga – wyznaczyli nagrodę w wysokości 50 000 dolarów.
Schultz posunął się do tego, że poszedł na posterunek policji w Bronksie i zaoferował dom w Westchester temu, który jako pierwszy aresztuje Mad Doga.
1 lutego 1932 r. doszło do nieudanego zamachu na życie Vincenta. Zabójcy otrzymali cynk, że Coll przebywać będzie w pewnym mieszkaniu w Bronksie. W wyniku strzelaniny zginęli: Emily Torrizello, kumple Colla – Fioro Basile i Patsy del Greco, rany odnieśli: brat Basile'a, Louis oraz pewna kobieta. Vince przybył do mieszkania dopiero po strzelaninie.
Ostatecznie Vincent Coll zginął zastrzelony przez zamachowca (w sumie napastników było trzech), w momencie gdy rozmawiał przez telefon w budce telefonicznej z Owneyem Maddenem.
W trakcie wojny Castellammarese Mad Dog przyjął od Salvatore Maranzano zlecenie zabójstwa Luciano, Vito Genovese, Franka Costello i Joe Adonisa. Otrzymał od niego zaliczkę w wysokości 25 000 dolarów, drugie tyle miał dostać po wykonaniu zadania. Zabójstwo – w pierwszej kolejności – Luciano i Genovese miało odbyć się w biurze Maranzano, do którego mieli oni obaj przyjść, a Coll miał już na nich tutaj czekać. Luciano otrzymał jednak cynk, że planowany jest zamach na niego i Vito. Natychmiast przy pomocy Lansky’ego wdrożył swój plan – uprzedzić atak Maranzano i go zabić. 10 września 1931 r. ginie Maranzano w swoim biurze, zastrzelony przez cyngli od Lansky’ego. Coll, który przybył na umówione miejsce dowiedział się o śmierci Salvatore, naprędce odwrócił się na schodach i wyszedł z budynku zadowolony z faktu łatwo zarobionych 25 000 dolarów.